# Konstantin Velitjkov

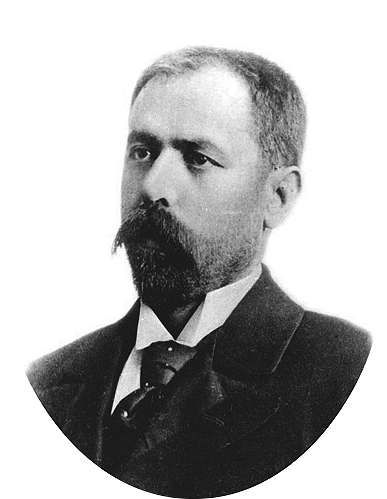
Konstantin Velitjkov

Konstantin Velitjkov (Константин Величков), född 1855 i Pazardzjik, död 16 november 1907 i Grenoble, var en bulgarisk författare och konstnär.
Velitjkov väckte litterär uppmärksamhet genom sina patriotisk-elegiska Tsarigradski soneti och sina kulturhistoriska studier Brev från Rom. I berättelsen V temnitsata skildrade han sitt eget fängelseliv under resningsåret 1876. Han redigerade vetenskapsakademiens "Letopisi" (årskalendrar) 1899–1905 och utgav i förening med Ivan Vazov en värdefull bulgarisk krestomati med många egna tolkningar ur verk av bland andra Dante Alighieri, Friedrich Schiller, William Shakespeare och Sofokles. Som bulgariskt sändebud i Belgrad försökte han, utan framgång, ett kulturellt närmande till Serbien.